# 1974-es Eurovíziós Dalfesztivál
Az 1974-es Eurovíziós Dalfesztivál volt a tizenkilencedik Eurovíziós Dalfesztivál, melynek a nagy-britanniai Brighton adott otthont. A helyszín a brightoni The Dome volt.
Luxemburg pénzügyi okok miatt nem élt a rendezés jogával, mivel az 1973-as Eurovíziós Dalfesztiválnak is Luxemburg adott otthont. A brit BBC vállalta, hogy ismét megrendezi a versenyt.

## A résztvevők
Görögország ebben az évben vett részt először a versenyen.
Először fordult elő, hogy egy ország alig néhány nappal a verseny előtt lépett vissza. Franciaország a köztársasági elnök, Georges Pompidou halála miatt döntött a visszalépés mellett. Dani La vie à vingt-cinq ans című dala lett volna a francia résztvevő, és 14. lett volna a fellépési sorrendben. Ez volt az első dalfesztivál, melyet Franciaország nélkül rendeztek meg.
A norvég Anne Karine Strøm 1973 után másodszor, a Monacót képviselő Romuald Figuier 1964 és 1969 után már harmadszor csatlakozott a verseny mezőnyéhez.
Az Egyesült Királyságot Olivia Newton-John képviselte, aki néhány évvel később a Grease című filmmel lett világhírű.

## A verseny
Katie Boyle 1960, 1963 és 1968 után negyedszer – és utoljára – volt a dalverseny műsorvezetője.
Az 1964-es Eurovíziós Dalfesztivál győztese, az olasz Gigliola Cinquetti másodszor vett részt a versenyen, és ezúttal a második helyen végzett. Az olasz RAI tévé azonban nem közvetítette a versenyt, és a dalt is cenzúrázták, ugyanis úgy vélték, hogy a Sì („Igen”) című dal burkolt kampány a következő hónapban esedékes választással kapcsolatban, melynek témája a válások engedélyezése vagy további tiltása volt. Éppen ezért a RAI és számos rádióállomás a választásokig megtagadta a Sì játszását.
A portugál dal is politikai színezetet kapott, ugyanis a portugáliai Szegfűs forradalom egyik jelképévé vált.
Az itt győztes ABBA már az 1973-as fesztiválra is nevezett, de akkor csak a harmadik helyen végeztek a svéd nemzeti döntőben Ring-Ring című dalukkal, így nem vehettek részt a nemzetközi versenyen.

## A szavazás
Az 1971-es Eurovíziós Dalfesztiválon bevezetett szavazási rendszert elvetették. Visszatértek az eredeti lebonyolítási módhoz, azaz az országok 10-10 zsűritaggal rendelkeztek, akik 1 pontot adtak az általuk legjobban ítélt dalnak. Vagyis mindegyik ország tetszőlegesen osztott szét tíz pontot a többi ország dalai között. Ez volt az első alkalom arra, hogy a zsűrik szóvivőit véletlenszerű sorrendben szólították. Ez később 2006-tól vált szokássá. A szavazás során Svédország rögtön az élre állt, és végül előnyét végig őrizve zárt az élen.
Svédország először tudott diadalmaskodni. Az ABBA lett az első együttes, mely győzni tudott. A Waterloo című győztes dal pedig világsláger lett. Az Egyesült Királyságban a toplisták első helyén volt két hétig, az együttes 9 egyesült királysági toplistás dala egyikeként. Szintén első lett Írországban, Belgiumban, Finnországban, Norvégiában, Svájcban, az NSZK-ban és Dél-Afrikában, továbbá az első háromban volt a dal hazájában, Svédországban (az angol változata a 2., a svéd a 3. helyet érte el), Ausztriában, Hollandiában, Franciaországban, és Spanyolországban.
Egy Eurovízió-győztes dalhoz képest lenyűgöző eredmény, hogy az első tízben volt Zimbabwében (akkor még Rhodesia néven), Új-Zélandon, Ausztráliában és az amerikai Billboard Hot 100 listán.
2005. október 22-én az Eurovíziós Dalfesztivál 50. évfordulóját ünneplő Congratulations elnevezésű eseményen a Waterloo-t választották a Dalfesztivál történetének legjobb dalává.

## Eredmények
| #  | Ország             | Nyelv          | Előadó                              | Dal                                  | Magyar fordítás                | Helyezés | Pontszám |
| -- | ------------------ | -------------- | ----------------------------------- | ------------------------------------ | ------------------------------ | -------- | -------- |
| 01 | Finnország         | angol          | Carita                              | Keep Me Warm                         | Tarts melegen                  | 13.      | 4        |
| 02 | Egyesült Királyság | angol          | Olivia Newton-John                  | Long Live Love                       | Éljen soká a szerelem          | 4.       | 14       |
| 03 | Spanyolország      | spanyol        | Peret                               | Canta y sé feliz                     | Énekelj és légy boldog         | 9.       | 10       |
| 04 | Norvégia           | angol          | Anne-Karine Strøm és Bendik Singers | The First Day of Love                | A szerelem első napja          | 14.      | 3        |
| 05 | Görögország        | görög          | Marinella                           | Krasi, thalassa kai t' agori mou     | A bor, a tenger, és a barátom  | 11.      | 7        |
| 06 | Izrael             | héber          | Poogy                               | Natati la chajai                     | Neki adtam az életemet         | 7.       | 11       |
| 07 | Jugoszlávia        | szerbhorvát    | Korni                               | Generacija '42                       | A '42-es nemzedék              | 12.      | 6        |
| 08 | Svédország         | angol          | ABBA                                | Waterloo                             | Waterloo                       | 1.       | 24       |
| 09 | Luxemburg          | francia, angol | Ireen Sheer                         | Bye Bye, I Love You                  | Viszlát, szeretlek             | 4.       | 14       |
| 10 | Monaco             | francia        | Romuald                             | Celui qui reste et celui qui s’en va | Az, aki marad, és az, aki megy | 4.       | 14       |
| 11 | Belgium            | francia        | Jacques Hustin                      | Fleur de liberté                     | A szabadság virágai            | 9.       | 10       |
| 12 | Hollandia          | angol          | Mouth és MacNeal                    | I See A Star                         | Egy csillagot látok            | 3.       | 15       |
| 13 | Írország           | angol          | Tina Reynolds                       | Cross Your Heart                     | Esküdj meg                     | 7.       | 11       |
| 14 | Németország        | német          | Cindy & Bert                        | Die Sommermelodie                    | A nyári dal                    | 14.      | 3        |
| 15 | Svájc              | német          | Piera Martell                       | Mein Ruf nach dir                    | Téged hívlak                   | 14.      | 3        |
| 16 | Portugália         | portugál       | Paulo de Carvalho                   | E depois do adeus                    | És a búcsú után                | 14.      | 3        |
| 17 | Olaszország        | olasz          | Gigliola Cinquetti                  | Sì                                   | Igen                           | 2.       | 18       |

## Ponttáblázat
|                    | Zsűrik     | Zsűrik             | Zsűrik        | Zsűrik   | Zsűrik      | Zsűrik | Zsűrik      | Zsűrik     | Zsűrik    | Zsűrik | Zsűrik  | Zsűrik    | Zsűrik   | Zsűrik      | Zsűrik | Zsűrik     | Zsűrik      | Zsűrik |
| Össz               | Finnország | Egyesült Királyság | Spanyolország | Norvégia | Görögország | Izrael | Jugoszlávia | Svédország | Luxemburg | Monaco | Belgium | Hollandia | Írország | Németország | Svájc  | Portugália | Olaszország |        |
| ------------------ | ---------- | ------------------ | ------------- | -------- | ----------- | ------ | ----------- | ---------- | --------- | ------ | ------- | --------- | -------- | ----------- | ------ | ---------- | ----------- | ------ |
| Finnország         | 4          |                    | 1             |          |             |        | 2           |            |           |        |         |           |          | 1           |        |            |             |        |
| Egyesült Királyság | 14         | 1                  |               |          |             | 1      |             | 4          |           |        |         | 1         |          | 1           | 2      | 1          |             | 3      |
| Spanyolország      | 10         |                    |               |          | 2           |        |             |            |           | 1      | 3       |           | 1        |             | 1      |            | 2           |        |
| Norvégia           | 3          |                    |               |          |             |        |             |            | 1         |        | 1       | 1         |          |             |        |            |             |        |
| Görögország        | 7          |                    |               |          |             |        |             |            | 2         |        |         |           | 4        |             |        |            | 1           |        |
| Izrael             | 11         |                    | 2             |          |             |        |             |            | 1         |        |         |           | 2        | 1           |        |            | 2           | 3      |
| Jugoszlávia        | 6          | 1                  |               | 1        |             |        |             |            |           |        |         | 1         |          |             |        |            | 1           | 2      |
| Svédország         | 24         | 5                  |               | 1        | 2           |        | 2           | 1          |           | 1      |         |           | 3        | 1           | 2      | 5          | 1           |        |
| Luxemburg          | 14         |                    |               | 1        |             | 1      | 2           | 2          |           |        | 1       | 1         |          | 3           | 1      |            |             | 2      |
| Monaco             | 14         |                    |               | 2        | 1           |        | 1           |            | 1         | 2      |         | 2         |          | 1           | 2      | 1          | 1           |        |
| Belgium            | 10         |                    |               |          | 2           | 5      |             |            |           | 3      |         |           |          |             |        |            |             |        |
| Hollandia          | 15         | 1                  |               |          | 1           | 2      | 1           | 3          | 3         |        |         | 1         |          | 1           | 1      |            | 1           |        |
| Írország           | 11         |                    | 1             | 2        | 2           |        | 1           |            | 2         | 2      | 1       |           |          |             |        |            |             |        |
| Németország        | 3          |                    |               |          |             | 1      |             |            |           |        |         | 1         |          |             |        | 1          |             |        |
| Svájc              | 3          |                    | 1             |          |             |        |             |            |           |        |         | 1         |          |             | 1      |            |             |        |
| Portugália         | 3          |                    |               | 1        |             |        |             |            |           |        |         |           |          |             |        | 2          |             |        |
| Olaszország        | 18         | 2                  | 5             | 2        |             |        | 1           |            |           | 1      | 4       | 1         |          | 1           |        |            | 1           |        |

A szavazás véletlenszerű sorrendben történt.

## A szavazás menete
Első alkalommal a szavazás a fellépési sorrendtől eltérően, véletlenszerű sorrendben történt. A sorrend a következő volt:
| 1. Finnország 2. Luxemburg 3. Izrael 4. Norvégia 5. Egyesült Királyság 6. Jugoszlávia 7. Görögország 8. Írország 9. Németország | 1. Portugália 2. Hollandia 3. Svédország 4. Spanyolország 5. Monaco 6. Svájc 7. Belgium 8. Olaszország |

## Térkép

Részt vevő országok
Országok, melyek korábban részt vettek, de ebben az évben nem

## Visszatérő előadók
| Előadó             | Ország      | Előző év(ek)                     |
| ------------------ | ----------- | -------------------------------- |
| Anne-Karine Strøm  | Norvégia    | 1973 (Bendik Singers tagjaként)  |
| Romuald Figuier    | Monaco      | 1964, 1969 (Luxemburg színeiben) |
| Gigliola Cinquetti | Olaszország | 1964 (győztes)                   |